# Bougon (Deux-Sèvres)
Pour les articles homonymes, voir Bougon.
Bougon est une commune française, située dans le département des Deux-Sèvres en région Nouvelle-Aquitaine.

## Géographie
Bougon est une commune située dans le sud du département des Deux-Sèvres, au bord d'une boucle de la rivière « Le Bougon », qui prend sa source au nord de la commune et qui termine sa route en rejoignant le Pamproux sur la commune de Salles.

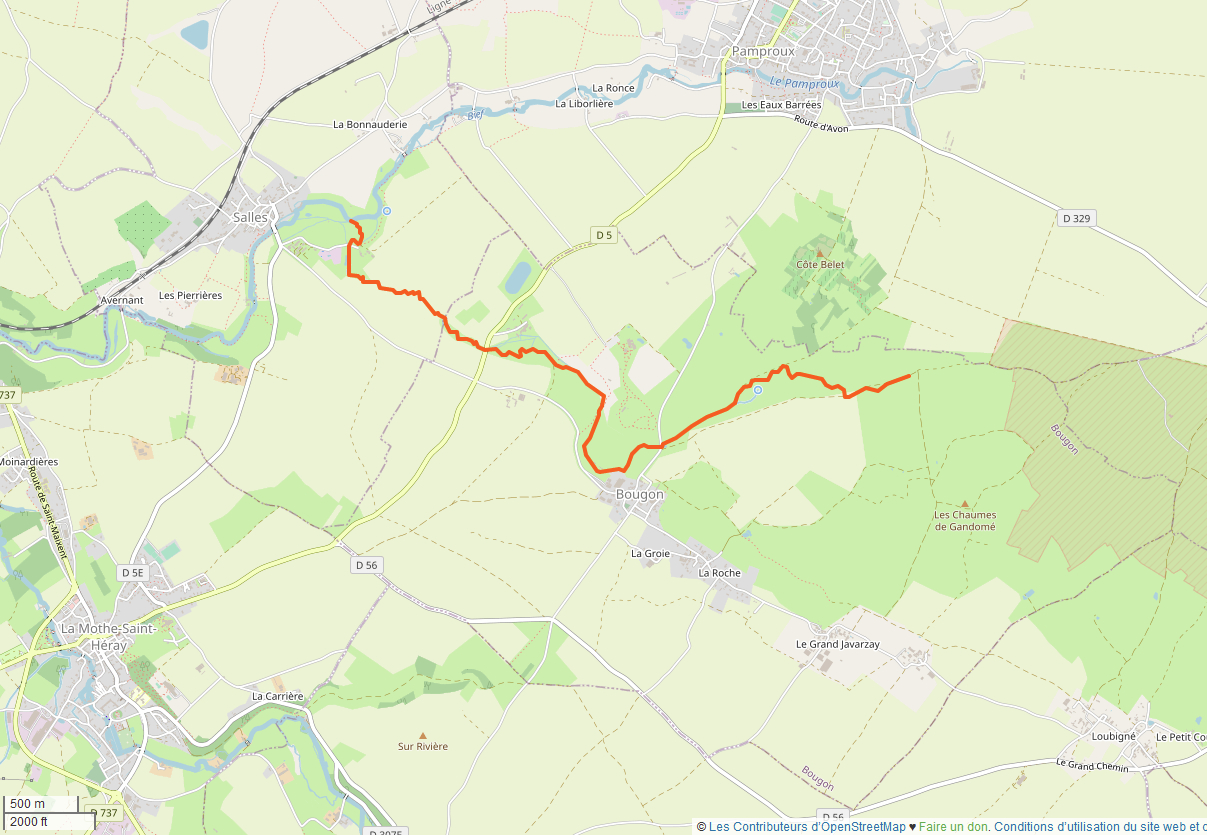
Cours du Bougon.

### Communes limitrophes
Elle est bordée par les communes suivantes :
- La Mothe-Saint-Héray et Exoudun au sud ;
- Salles à l'ouest ;
- Pamproux au nord ;
- Avon à l'est.

## Urbanisme

### Typologie
Au 1er janvier 2024, Bougon est catégorisée commune rurale à habitat dispersé, selon la nouvelle grille communale de densité à sept niveaux définie par l'Insee en 2022.
Elle est située hors unité urbaine et hors attraction des villes,.

## Géologie
Bougon, tout comme Pamproux et la Mothe-Saint-Héray, fait partie des hauteurs du bassin Niortais, il s'agit d'une plaine sédimentaire de type calcaire.

## Toponymie
Le nom de la commune reprend celui de la rivière « Le Bougon », transfert d'un hydronyme à un toponyme, relativement fréquent.
L'origine du nom vient de l'ancien Gaulois « Bullicone ».

## Histoire
La région de Bougon est habitée depuis très longtemps, comme en témoignent les nombreux et très importants monuments mégalithiques qui s'y trouvent.
La commune de Bougon est un haut lieu de la Préhistoire et en particulier du Néolithique : le dolmen de la Pierre Levée, sur la route d’Exoudun, qui en possède aussi, et les tumuli situés sur la route de Pamproux en sont les preuves. La nécropole de Bougon est datée de 4700 ans av. J.-C., ce qui en fait la plus ancienne d'Europe : « Les datations par le radiocarbone montrent que les monuments furent construits entre 4700 et 4200 avant J.-C, mais utilisés presque deux milles années de plus, illustrant un exemple impressionnant de pérennité d'un lieu sacralisé. » J.-P Mohen.
Un musée de la préhistoire a été construit à proximité des tumuli par le conseil général des Deux-Sèvres.
La présence de céramiques, retrouvées dans ces sépultures, montre l'arrivée de populations différentes pendant l'âge du Bronze, qui coïncide avec la fin du mégalithisme.
Puis, la toponymie révèle une origine celte, peut-être les Pictons, d'où découle le nom de Poitou, Gaulois de l'ouest de la France.

### Héraldique
| Blason | Blasonnement : « De gueules au tumulus d’or maçonné de sable, cantonné de quatre tours aussi d’or maçonnées de sable. » |

## Économie

### Agriculture
L'agriculture tient une grande place dans la commune : les premiers signes d'agriculture de la façade Atlantique apparaissent à Bougon il y a 7000 ans.
On y produit le Bougon, un fromage au lait de chèvre.

### Tourisme
Le musée préhistorique est un lieu important pour le tourisme culturel, il a été mis en place pour valoriser et faciliter l'interprétation des tumulus de Bougon.

## Culture locale et patrimoine

### Lieux et monuments
- Musée des Tumulus de Bougon.
- Église Saint-Pierre de Bougon. L'église, (sauf parties classées) a été inscrite au titre des monuments historiques en 1929[9]. Le clocher et façade Ouest ont été classés au titre des monuments historiques en 1933[9].

### Personnalités liées à la commune
- Théophile Chollet (1876-1929), député du Loiret et maire d'Orléans.

## Politique et administration
| Période   | Période | Identité      | Étiquette | Qualité |
| --------- | ------- | ------------- | --------- | ------- |
| mars 2008 |         | Rémy Jonchier |           |         |

## Démographie
À partir du XXIe siècle, les recensements réels des communes de moins de 10 000 habitants ont lieu tous les cinq ans. Pour Bougon, cela correspond à 2005, 2010, 2015, etc. Les autres dates de « recensements » (2006, 2009, etc.) sont des estimations légales.
| 1793 | 1800 | 1806 | 1821 | 1831 | 1836 | 1841 | 1846 | 1851 |
| ---- | ---- | ---- | ---- | ---- | ---- | ---- | ---- | ---- |
| 385  | 442  | 360  | 410  | 469  | 506  | 489  | 506  | 465  |

| 1856 | 1861 | 1866 | 1872 | 1876 | 1881 | 1886 | 1891 | 1896 |
| ---- | ---- | ---- | ---- | ---- | ---- | ---- | ---- | ---- |
| 470  | 456  | 466  | 451  | 413  | 381  | 389  | 379  | 353  |

| 1901 | 1906 | 1911 | 1921 | 1926 | 1931 | 1936 | 1946 | 1954 |
| ---- | ---- | ---- | ---- | ---- | ---- | ---- | ---- | ---- |
| 382  | 344  | 339  | 325  | 344  | 327  | 337  | 340  | 305  |

| 1962 | 1968 | 1975 | 1982 | 1990 | 1999 | 2005 | 2006 | 2010 |
| ---- | ---- | ---- | ---- | ---- | ---- | ---- | ---- | ---- |
| 310  | 327  | 255  | 238  | 209  | 206  | 207  | 201  | 184  |

| 2015 | 2020 | 2022 | - | - | - | - | - | - |
| ---- | ---- | ---- | - | - | - | - | - | - |
| 180  | 176  | 170  | - | - | - | - | - | - |